# Contea di Burt
La contea di Burt (in inglese Burt County) è una contea dello Stato del Nebraska, negli Stati Uniti. La popolazione al censimento del 2000 era di 7 791 abitanti. Il capoluogo di contea è Tekamah.